# Julian Ursyn Niemcewicz
Julian Ursyn Niemcewicz (* 16. Februar 1758 auf dem Landgut Skoki in der Nähe von Brest-Litowsk; † 21. Mai 1841 in Paris) war ein polnischer Gelehrter, Dichter und Staatsmann.

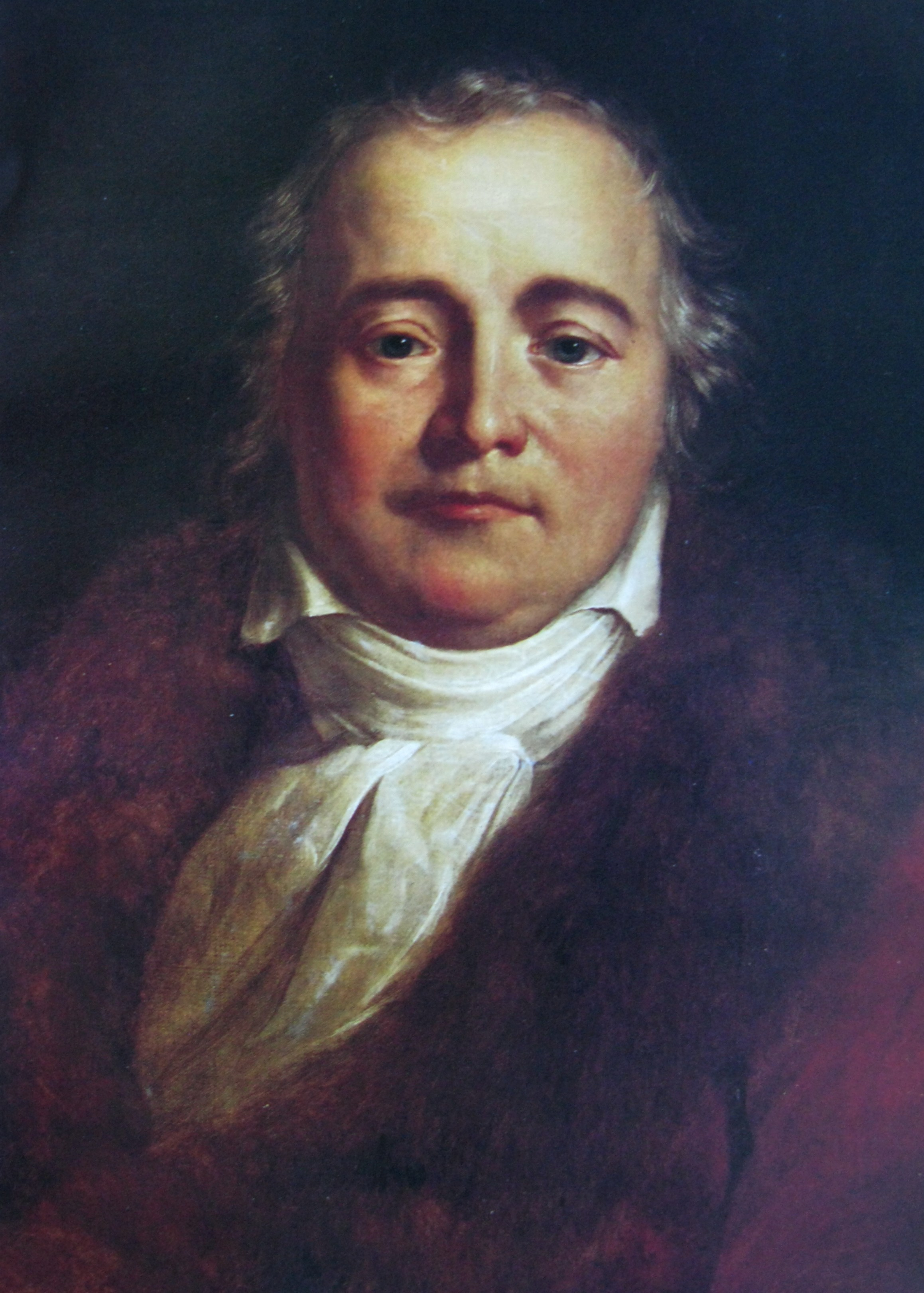
Julian Ursyn Niemcewicz

## Leben
Seine Bildung erhielt Niemcewicz in der Kadettenanstalt in Warschau, 1777 war er Adjutant des Fürsten Adam Kazimierz Czartoryski und verbrachte später mehrere Jahre in Frankreich, England und Italien.
Als Abgeordneter der Woiwodschaft Livland und Marschall des Vierjährigen Sejms 1788–92 war er einer der Verfechter der Rechte des dritten Standes. 1794 kämpfte er unter Tadeusz Kościuszko als dessen Adjutant gegen die Russen im Kościuszko-Aufstand und geriet in der Schlacht bei Maciejowice in Gefangenschaft. Aus dieser wurde er 1796 vom Zar Paul I. freigelassen und folgte Kościuszko über Schweden und England nach Amerika. 1802 kehrte er nach Warschau zurück. 1803 lebte er in Paris, 1804 ging erneut nach Amerika, kehrte aber später nach Polen zurück. Als sich hier 1812 mehrere Distrikte für die nationale Unabhängigkeit bewaffneten, erwählte ihn der Adel von Brześć zum Marschall. Nach der Niederlage der französischen Armee ging er abermals nach Nordamerika. Später kehrte er aber wieder nach Warschau zurück, wo er nach dem Wiener Kongress in dem neuen Königreich Polen als Staatssekretär und Präsident des Konstitutionskomitees angestellt wurde und 1828 zum Präsidenten der Warschauer Gesellschaft der Freunde der Wissenschaften ernannt.
Nach dem Missglücken des Novemberaufstandes von 1830 flüchtete er zunächst nach London, dann nach Paris, wo er am 21. Mai 1841 starb. In der Pfarrkirche von Montmorency wurden zum Andenken an ihn und den einige Monate später verstorbenen General Karol Kniaziewicz Kenotaphe errichtet.

## Werke
- „Władysław pod Warną“ (Ladislaus zu Varna), Tragödie 1788
- „Kazimierz Wielki“ (Kasimir der Große), Tragödie 1792
- „Powrót posła“ (Die Heimkehr des Landboten) 1791
- „Śpiewy historyczne“ (Historische Nationalgesänge der Polen) 1816
- „Dzieje panowania Zygmunta III“ (Geschichte der Regierung König Siegmunds III. von Polen) 1836
- Levi und Sarah. Briefe Polnischer Juden. Ein Sittengemälde. Berlin 1825